# Oğuz
Oğuz è una città dell'Azerbaigian, capoluogo dell'omonimo distretto.